# Équipe d'Azerbaïdjan masculine de basket-ball
Cet article traite de l'équipe masculine. Pour l'équipe féminine, voir Équipe d'Azerbaïdjan féminine de basket-ball.
Maillots
L'équipe d'Azerbaïdjan masculine de basket-ball(en azerbaïdjanais : Azərbaycan milli basketbol komandası) est l'équipe nationale qui représente l'Azerbaïdjan dans les compétitions internationales masculine de basket-ball. Elle est placée sous l'égide de la Fédération d'Azerbaïdjan de basket-ball (Azərbaycan Basketbol Federasiyası ou ABF). L'équipe est affiliée à la FIBA depuis 1994. Son surnom est "Milli komanda", ce qui signifie « L'équipe nationale ».
Avant l'éclatement de l'ex-URSS, les joueurs azéris portaient les couleurs de l'URSS. Depuis son adhésion à la FIBA, l'Azerbaïdjan a principalement participé à des compétitions de moindre envergure, comme le Championnat d'Europe des petits pays, qu'elle a remporté à deux reprises, en 2006 et 2008. L'équipe nationale a également remporté un titre aux Jeux de la Solidarité islamique lors de sa seule participation en 2005.

## Résultats

### Palmarès
| Compétitions mondiales                             | Compétitions continentales                                                              | Autres compétitions                                       |
| -------------------------------------------------- | --------------------------------------------------------------------------------------- | --------------------------------------------------------- |
| - Jeux olympiques - Néant - Coupe du monde - Néant | - EuroBasket - Néant - Championnat d'Europe des petits pays - Vainqueur en 2006 et 2008 | - Jeux de la Solidarité islamique (1) - Vainqueur en 2005 |

### Parcours aux Jeux olympiques
- 1992 : Non qualifiée
- 1996 : Non qualifiée
- 2000 : Non qualifiée
- 2004 : Non qualifiée
- 2008 : Non qualifiée
- 2012 : Non qualifiée
- 2016 : Non qualifiée

### Parcours aux Championnats du Monde
- 1994 : Non qualifiée
- 1998 : Non qualifiée
- 2002 : Non qualifiée
- 2006 : Non qualifiée
- 2010 : Non qualifiée
- 2014 : Non qualifiée

### Parcours en Championnat d'Europe
Voici le parcours  en Championnat d'Europe :
- 1993 : Non qualifiée
- 1995 : Non qualifiée
- 1997 : Non qualifiée
- 1999 : Non qualifiée
- 2001 : Non qualifiée
- 2003 : Non qualifiée
- 2005 : Non qualifiée
- 2007 : Non qualifiée
- 2009 : Non qualifiée
- 2011 : Non qualifiée
- 2013 : Non qualifiée
- 2015 : Non qualifiée
- 2017 : Non qualifiée

## Effectif actuel
- Ali Askarov
- Anar Sariyev
- Zaur Pashayev
- Tahir Bakhshiyev
- Rasim Başak
- Chuck Davis
- Spencer Nelson
- Amil Hamzayev
- Alexandr Rindin
- Zaur Gushanov
- Renat Urazayev
- Nik Caner-Medley
- Konstantin Berkov
- Orhan Hacıyeva